# Kian Egan
Kian John Francis Egan, más conocido como Kian Egan (29 de abril de 1980) es uno de los cuatro (anteriormente cinco) miembros de la banda irlandesa Westlife.

## Biografía
Kian nació en Sligo, Irlanda; sus padres son Patricia y Kevin. Tiene tres hermanos: Tom, Gavin y Colm, y tres hermanas: Marielle, Vivienne y Fenella. Asistió a Summerhill College en Sligo. Kian toca varios instrumentos, incluyendo piano y guitarra y perteneció a una banda punk rock de Sligo, llamada Skrod. También estuvo en una banda llamada I.O.U., que posteriormente se llamó Westlife, junto a Shane Filan y Mark Feehily.

## Vida personal
Kian está casado desde el 8 de mayo de 2009 con la exintegrante de Girl Thing, exintegrante de la banda irlandesa/inglesa Wonderland y ex-actriz Jodi Albert. El matrimonio abrió su propio bar en Sligo, llamado Monkey Tree en el 2007. Su propuesta de matrimonio se hizo pública el 12 de febrero de 2008 en OK. El 20 de diciembre de 2011 nació su primer hijo Koa. El 21 de mayo de 2015, llegó al mundo su segundo hijo, Zekey. Su tercer hijo Cobi Egan nació el 29 de septiembre de 2017.

## Carrera
Toca muchos instrumentos dentro y fuera del grupo, incluyendo el piano y la guitarra. Fue un miembro de punk rock, Skrod. También estuvo en un grupo pop llamado IOU con otros miembros de Westlife, Shane Filan y Mark Feehily.
Egan ha coescrito algunas canciones, con otros miembros de la banda, incluyendo:
- Nothing Is Impossible
- Don't Let Me Go
- When You Come Around
- Imaginary Diva
- Reason For Living
- Crying Girl
- You Don't Know
- Never Knew I Was Losing You
- Where We Belong
- Singing Forever
- I Won't Let You Down
- You See Friends (I See Lovers)
- I'm Missing Loving You